# Crotenay
Crotenay é uma comuna francesa na região administrativa de Borgonha-Franco-Condado, no departamento de Jura. Estende-se por uma área de 11,61 km². Em 2010 a comuna tinha 707 habitantes (densidade: 60,9 hab./km²).